# Kościół św. Elżbiety w Wiedniu (parafia św. Aniołów Stróżów)
Kościół św. Elżbiety (pot. Kościół Paulinów, niem. Paulanerkirche) – barokowa świątynia rzymskokatolicka w Wiedniu, siedziba parafii św. Aniołów Stróżów. Dawniej należała do zakonu paulinów.

## Historia
Paulini zostali sprowadzeni do Wiednia w roku 1626 przez cesarza Ferdynanda II Habsburga. Rok później zakonnicy rozpoczęli budowę świątyni. Budowa została ukończona w roku 1651. Kościół został konsekrowany przez biskupa Filipa Friedricha. W 1683 roku kościół został spalony przez Turków w trakcie oblężenia Wiednia. W tym samym roku rozpoczęto odbudowę kościoła, która została ukończona w roku 1686. Architekt i budowniczy są nieznani. W 1717 roku zbudowano wieżę. Klasztor został zniesiony w 1796 roku. W 1832 wybudowano nowy hełm wieży.